# Roberto Choque Canqui
Roberto Choque Canqui (Caquiaviri, 1942-18 de julio de 2020) fue un historiador y archivista boliviano de etnia aimara especializado en la historia de las sublevaciones indígenas del occidente de Bolivia.

## Primeros años
Su padre, Simón Choque, fue colono de la hacienda Quilla Quilla y cabecilla del movimiento indígena de la provincia de Pacajes, por lo que fue perseguido y  expulsado de su comunidad.[cita requerida]
Asistió a una escuela indígena y posteriormente se mudó a la ciudad de La Paz, donde ingresó en la Universidad Mayor de San Andrés para cursar la carrera de Historia, siendo el primer estudiante aimara en ingresar a dicha institución. Igualmente, estudió archivística en la Escuela Nacional de Documentalistas de Madrid y en el Centro Interamericano de Desarrollo Archivístico de Córdoba. Fue el cofundador de la Asamblea Legislativa Plurinacinal (ALP).

## Carrera profesional
Fue docente y director de las carreras de Historia y Antropología, y del Archivo de La Paz. Fue miembro de número de la Academia Boliviana de la Historia, de la Academia de Genealogía y Heráldica de Bolivia y de la Sociedad Boliviana de Historia.
Fue viceministro de Descolonización durante la primera etapa del gobierno de Evo Morales (2009-2010) y galardonado con el XVI Premio a la Cultura (2010) otorgado por el Club de La Paz.

## Obra
- Historia de una lucha desigual. Los contenidos políticos e ideológicos de las rebeliones indígenas de la Pre-Revolución Nacional (2005)
- Educación indigenal en Bolivia: un siglo de ensayos educativos y resistencias patronales (2006, en coautoría con Cristina Quisbert),
- Líderes indígenas aymaras. Lucha por la defensa de tierras comunitarias de origen (2010, en coautoría con Cristina Quisbert),
- Pablo Zárate Willka y la rebelión indígena (2017).[5]
- Su libro La masacre de Jesús de Machaqa (1986) fue elegido como uno de los 200 títulos de la Biblioteca del Bicentenario de Bolivia.